# Fritz Lange (Mediziner)

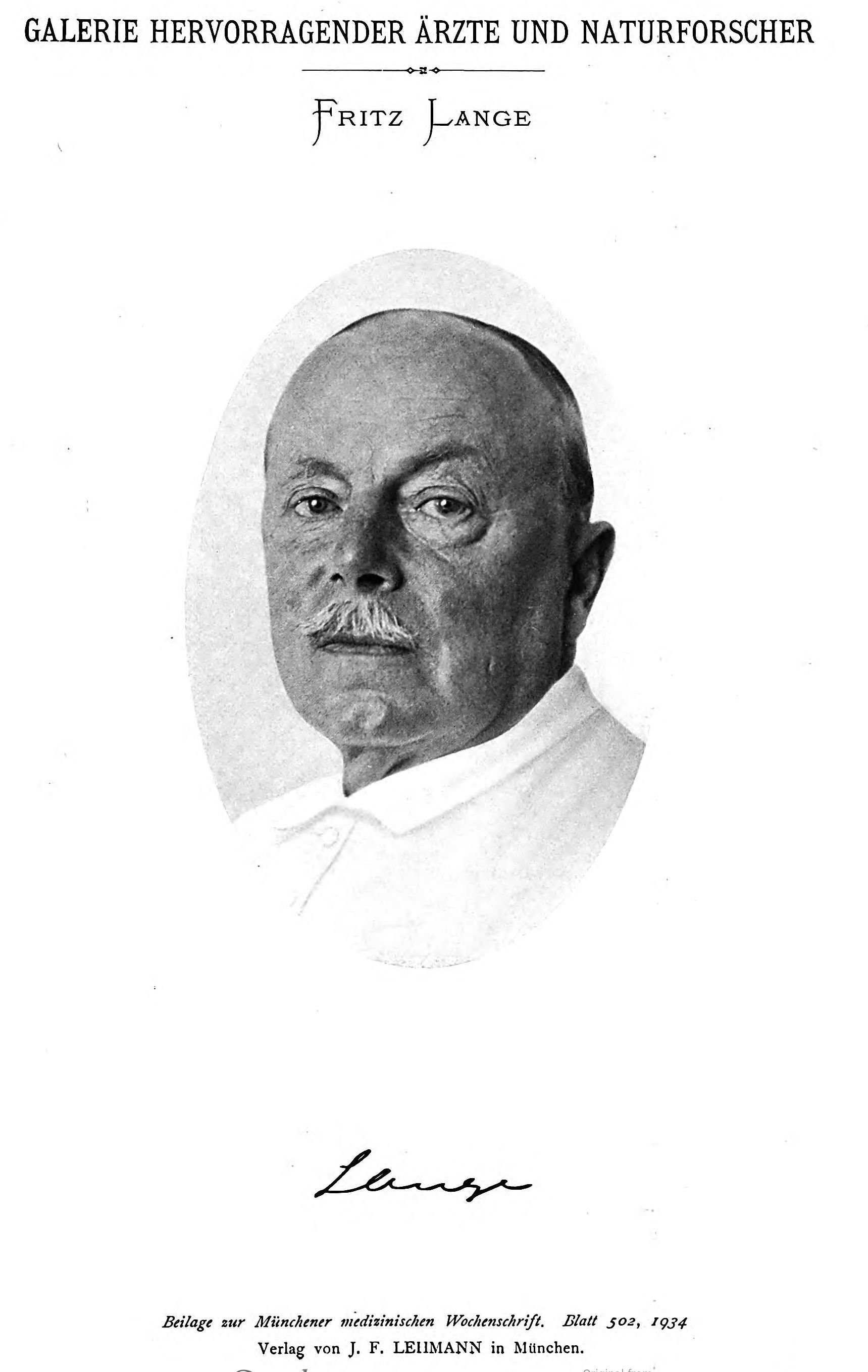
Ehrung für Fritz Lange (Orthopäde, geb. 1864) zum 70. Geburtstag – Aufnahme in die Galerie hervorragender Ärzte und Naturforscher als Tafel Nr. 502

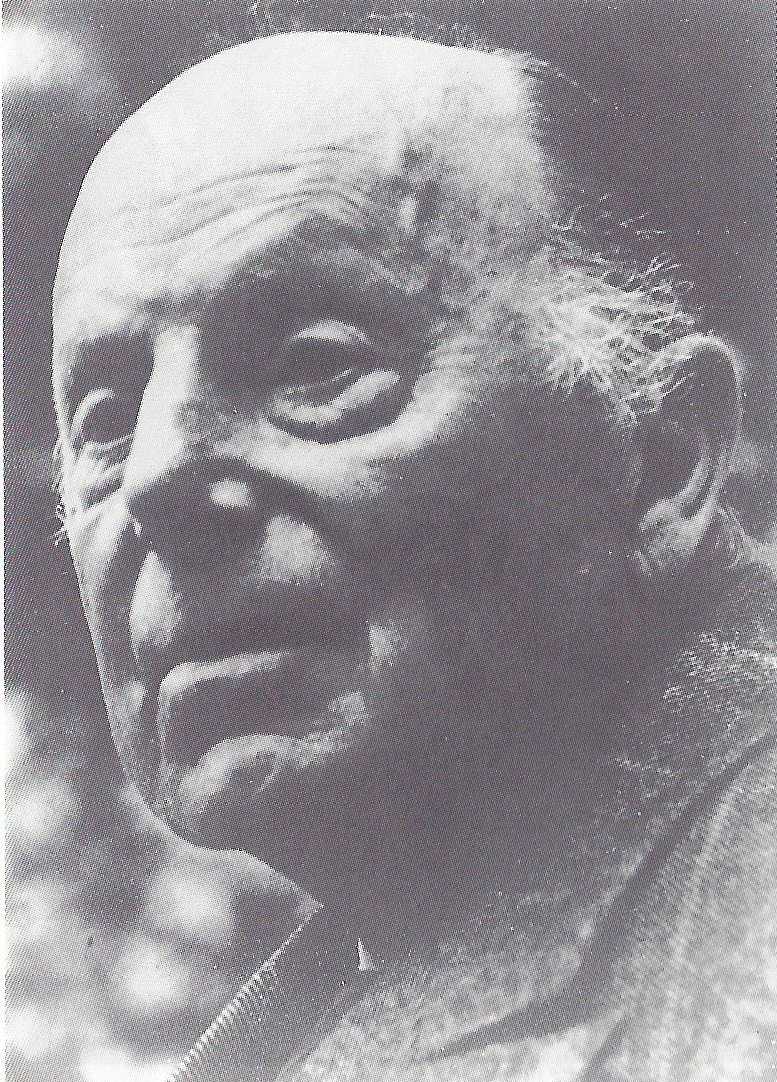
Fritz Lange, 1940

Fritz Lange (* 21. Juni 1864 in Dessau; † 19. November 1952 in Wackersberg, Oberbayern) war ein deutscher Orthopäde.

## Leben
Fritz Lange war Sohn des anhaltischen Regierungsrates Adolf Lange (1827–1882) und seiner Frau Luise geb. Jacoby (1839–1899). Nach dem Abitur studierte er an der  Universität Jena, der Ludwig-Maximilians-Universität München und der Universität Leipzig Medizin. In München wurde er 1892 zum Dr. med.  promoviert. Nachdem Lange als Assistenzarzt in München, Dessau und Rostock und 1894 bei seinem Lehrer Otto Wilhelm Madelung an der  Kaiser-Wilhelms-Universität Straßburg eingesetzt war, erhielt er 1895 in Wien eine Ausbildung in konservativer Orthopädie bei Adolf Lorenz, einem der berühmtesten Orthopäden seiner Zeit, der ein  Ambulatorium betrieb.
1896 zog Lange nach München um und eröffnete ein orthopädisches Ambulatorium. Hier habilitierte er sich. 1903 erfolgte seine Bestellung zum Arzt an der Krüppelfürsorge sowie zum a.o. Professor. 1908 lehnte Lange die Nachfolge des verstorbenen Albert Hoffa auf dem Berliner Lehrstuhl ab. In München zum  o. Professor ernannt, war er 1909 Vorsitzender der Deutschen Orthopädischen Gesellschaft. Am 1. Dezember 1913 eröffnete er in München die erste staatliche orthopädische Klinik Deutschlands. Ihr war die Stiftung Kraussianum angeschlossen. Er widmete sich besonders der Hüftluxation bei Hüftdysplasie, dem Schiefhals, der Skoliose und der Wirbelsäulentuberkulose, aber auch dem kindlichen Haltungsfehler sowie den Geburts- und Entbindungslähmungen. Bei Poliomyelitisfolgen empfahl er die Versetzung von körpereigenen und künstlichen  Sehnen. „Gerade die negativen Ergebnisse dieser Bemühungen haben die erfolgversprechende Selektion der Methoden bewirkt und die Kritik geschärft.“
In der Zeit des Nationalsozialismus – am 30. April 1937 – musste Lange die Position des Klinikleiters binnen Tagesfrist an seinen ehemaligen Schüler Karl Bragard abgeben.
Fritz Lange verfasste über 170 Aufsätze, Handbuchartikel und Monografien. Vor allem als Mitherausgeber der Münchener Medizinischen Wochenschrift versuchte er durch allgemeinverständliche Artikel Interesse der praktischen Ärzte für orthopädische Probleme zu wecken. Lange wurde 1934 emeritiert.
Verheiratet war Fritz Lange sei 1897 mit der Würzburgerin Anna Jent (1877–1965), mit der er zwei Töchter hatte. Er war Onkel und Lehrer von Max Lange, der 1954 in München auf den Lehrstuhl für Orthopädie kam.

## Ehrungen
- Geheimrat
- Mitglied der  Deutschen Akademie der Naturforscher Leopoldina (1925)
- Ehrenmitglied der Deutschen Orthopädischen Gesellschaft (1930)
- Goethe-Medaille für Kunst und Wissenschaft (1944)

## Schriften
- mit Joseph Trumpp: Entstehung und Verhütung der körperlichen Missgestalt: Entstehung und Verhütung des runden Rückens, der Wirbelsäulenverkrümmung, der hohen Hüfte und der hohen Schulter, der X- u. O-Beine, des Plattfusses etc, Moritz, 1905
- Die Behandlung der habituellen Skoliose durch aktive und passiver Überkorrektur. Ferdinand Enke, Stuttgart 1907.
- Lehrbuch der Orthopaedie, Gustav Fischer, 1914, 3. Auflage 1928
- mit Meinhard von Pfaundler, Arthur Schlossmann, Hans Spitzy: Chirurgie und Orthopädie im Kindesalter, In: Band 5 von Handbuch der Kinderheilkunde : ein Buch für den praktischen Arzt / herausgegeben von Meinhard von Pfaundler und Arthur Schlossmann, Ausgabe 2, Vogel, 1915
- mit Joseph Trumpp: Kriegs-Orthopädie, In: Band 3 von Taschenbuch des Feldarztes, Lehmann, 1915
- mit Hans Spitzy: Orthopädie im Kindesalter, In: Band 8 von (Handbuch der Kinderheilkunde), Ausgabe 3, Vogel, 1930
- Die Sprache des menschlichen Antlitzes: eine wissenschaftliche Physiognomik und ihre praktische Verwertung im Leben und in der Kunst, Lehmann, 1937, 4. Auflage 1952, spanisch 1957
- mit Max Lange: Ein Leben für die Orthopädie: Erinnerungen von Fritz Lange. Mit einem Geleitwort von Max Lange, F. Enke, 1959.